# Martin Půta
Martin Půta (ur. 13 września 1971 w Libercu) – czeski polityk i samorządowiec, w latach 2002–2012 burmistrz miasta Hrádek nad Nisou, od 2012 hetman kraju libereckiego, w latach 2014–2016 przewodniczący Burmistrzów i Niezależnych (STAN), w latach 2009–2014 i od 2017 przewodniczący partii Burmistrzowie Kraju Libereckiego (SLK).

## Życiorys
W 1989 ukończył szkołę średnią Gymnázium F.X. Šaldy w Libercu. W latach 1990–1992 odbył zasadniczą służbę wojskową. Następnie do 1993 prowadził własną działalność gospodarczą. Od 1993 do 2002 pracował jako technolog i kierownik produkcji w firmie Vulkan w miejscowości Hrádek nad Nisou. W 2010 uzyskał licencjat z administracji publicznej na Uniwersytecie Metropolitalnym w Pradze.
W wyborach samorządowych w 2002 z powodzeniem kandydował do rady miasta Hrádek nad Nisou. W tym samym roku został wybrany na burmistrza tego miasta. Urząd ten sprawował do grudnia 2012. W okresie pełnienia przez niego tej funkcji doszło do zrewitalizowania historycznego centrum miasta, wybudowania wielofunkcyjnego centrum Brána Trojzemí, przebudowy osiedli mieszkaniowych oraz remontu drogi dojazdowej do przejścia granicznego do Polski. Na czas jego kadencji jako burmistrza przypadała także powódź w 2010. W kwietniu 2011 został przewodniczącym czeskiej części Euroregionu Nysa.
Był związany z ugrupowaniem Strana pro otevřenou společnost, kandydował z jego ramienia na radnego kraju libereckiego w 2004. Mandat radnego tej kadencji objął w 2007, utrzymał go na kolejną kadencję w 2008, kandydując jako lider listy regionalnego ugrupowania Burmistrzowie Kraju Libereckiego. W latach 2009–2014 po raz pierwszy zajmował stanowisko przewodniczącego SLK.
W wyborach samorządowych w 2012 ponownie był liderem swojej partii do rady kraju libereckiego. Jego ugrupowanie uzyskało wówczas najwięcej miejsc w radzie, z których jedno przypadło ponownie jej liderowi. 27 listopada 2012 Martin Půta został wybrany na nowego hetmana tego kraju. We wrześniu 2013 wszedł w skład Europejskiego Komitetu Regionów, gdzie dołączył do frakcji Europejskiej Partii Ludowej. Zasiadł w Komisji Polityki Gospodarczej (ECON) oraz Komisji Środowiska, Zmiany Klimatu i Energii (ENVE). W marcu 2014 zrezygnował z członkostwa w SLK i dołączył do partii Burmistrzowie i Niezależni. W tym samym miesiącu został wybrany na przewodniczącego tego ugrupowania. W kwietniu 2014 został wiceprzewodniczącym Stowarzyszenia Regionów Republiki Czeskiej. W grudniu 2015 ustąpił z funkcji przewodniczącego STAN.
W 2016 utrzymał mandat radnego na kolejną kadencję, w listopadzie tego samego roku został ponownie hetmanem kraju. W wyborach parlamentarnych w 2017 kandydował z listy STAN do Izby Poselskiej. Otrzymał 4470 głosów, uzyskując mandat poselski. Zrezygnował z niego z listopadzie tego samego roku. W tym samym miesiącu formalnie wystąpił z partii STAN, a także ponownie objął funkcję przewodniczącego Burmistrzów Kraju Libereckiego.
Mandat radnego kraj libereckiego utrzymywał w kolejnych wyborach w 2020 i 2024. Pozostawał po nich także na urzędzie hetmana kraju – ponownie wybierany na to stanowisko w listopadzie 2020 i październiku 2024.

## Życie prywatne
W 2004 zawarł związek małżeński z Polką Sylwią. Ma trzy córki: Verunkę, Viktorkę i Valerie. Deklaruje znajomość języków angielskiego, polskiego i niemieckiego.